# Lucy Hellenbrecht
Lucy Hellenbrecht (* 20. November 1998 in Kassel) ist ein deutsches Model, Schauspielerin und Reality-TV-Teilnehmerin.

## Biografie
Lucy Hellenbrecht stammt aus Kassel. Nach der Geburt wurde ihr das männliche Geschlecht zugewiesen. Mit 18 Jahren outete sie sich als transgender und begann zu dieser Zeit, Hormone zu nehmen. Während ihrer Transition nahm sie 2020 an der 15. Staffel von Germany’s Next Topmodel teil. In der siebten Folge musste sie die Castingshow verlassen und belegte den 16. Platz. Ab Ende desselben Jahres ließ sie ihre geschlechtsangleichenden Operationen durchführen.
Ohne Schauspielausbildung oder -erfahrung wurde sie für eine der Hauptrollen der 20. Staffel der ARD-Serie Rote Rosen verpflichtet. Ihr erster Auftritt in der Serie wurde am 31. Mai 2022, dem Diversity Day, ausgestrahlt. Hellenbrecht spielte die transgeschlechtliche Pferdewirtin Nici (geboren als Niclas). In Rote Rosen wurden damit erstmals die Probleme und Sorgen transidenter Menschen thematisiert. Hellenbrecht möchte ihre Rolle für Aufklärung über Transgeschlechtlichkeit nutzen. Dass sie die Rolle spielen könne, fühle sich an „wie ein Meilenstein der deutschen LGBTQ+ Community“, schrieb Hellenbrecht auf Instagram.
Hellenbrecht thematisiert ihre Transidentität offen auf ihrem Instagram-Account, weil sie diesen Teil ihres Lebens nicht verstecken wolle.

## Fernsehauftritte
- 2020: Germany’s Next Topmodel
- 2022–2023: Rote Rosen (Fernsehserie)
- 2023: First Dates (Promi-Special)